# يان ريتشاردز (محامي)
يان ريتشاردز (بالإنجليزية: Ian Richards)‏ هو قاضي ومحامي أمريكي، ولد في 31 مايو 1975.

## وصلات خارجية
- الموقع الرسمي